# Steven W. Bailey
Steven W. Bailey (ur. 1 czerwca 1971 w San Diego w stanie Kalifornia) – amerykański aktor, wcielił się w wiele ról filmowych.

## Filmografia

### Filmy
- 2003 Mix Tape jako Brody
- 2001 Chestnut Hill jako Rick

### Seriale
- 2007 Prywatna praktyka jako Joe
- 2005 Chirurdzy jako Joe
- 1999-2004 Anioł ciemności jako Ryan
- 1998-2006 Will & Grace jako Vin
- 1998-2006 Jak pan może, panie doktorze? jako Telefonujący facet
- 1996-2001 Nash Bridges jako Ray / Danny